# Euphrosyne (épouse de Michel II l'Amorien)
Pour les articles homonymes, voir Euphrosyne.
Euphrosyne (v. 790 - v. 836) est une impératrice de Byzance ayant vécu au cœur de la période iconoclaste.

## Biographie
Euphrosyne est la fille de l'empereur byzantin Constantin VI dit l'Aveugle, dernier représentant de la dynastie isaurienne, et de Marie d'Amnia. Après l'aveuglement de son père en 797 par l'Impératrice Irène, sa propre mère pour ne pas partager le pouvoir, elle est faite religieuse et enfermée au monastère de Primkipo sur l'île de Proté.

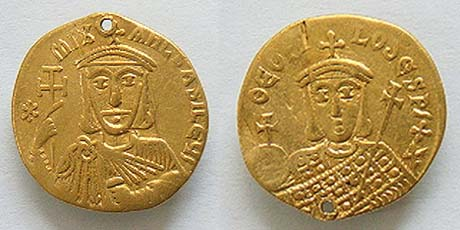
Solidus représentant le mari d'Euphrosyne, Michel II, et le fils de Michel, Théophile.

En 823, l'empereur Michel II dit le Bègue, basileus de Byzance, fondateur de la dynastie amorienne, veuf de sa première femme Thékla, la tire de sa retraite pour l'épouser afin de renforcer sa légitimité. Après la mort de l'empereur en 829, Théophile, fils de la première union de Michel II, la renvoie dans son couvent.

## Contexte historique
Euphrosyne a vécu à la fin du VIIIe et début du IXe siècles dans une période religieusement bouleversée de l’Empire Byzantin. À cette époque, les Chrétiens se divisaient en deux camps dans une guerre des images, c’est-à-dire les iconoclastes et ceux qui vénéraient les icônes, les iconophiles (ou iconodoules). Chaque empereur de 726 à 842 avait une vision différente du « bon catholique », à commencer par l’Empereur Léon III l'Isaurien qui, à partir de 726, a interdit le « culte des images » dans l’ensemble de l’Empire. Les Empereurs suivants ont tous été obligés de trancher, en début de règne, dans quel camp ils se rangeaient. Euphrosyne, quant à elle, est née à un moment où l’iconoclasme n’était pas en vigueur. En effet, sa grand-mère l’Impératrice Irène, après la mort de l’Empereur Léon IV, convoqua un concile en 787, où elle réintroduisit le culte des images.
Euphrosyne est née comme une véritable princesse impériale, dans la Porphyra, c’est-à-dire la « chambre mauve », du couple royal légitime de Byzance. Or, elle n’eut pas le temps de jouir des plaisirs de la vie royale, car entre l’âge de 2 et 4 ans, sa mère, sa sœur et elle-même furent exilées de Constantinople et contraintes à une vie monastique, au Monastère de Prinkipo, « îles des Princes ». En effet, son père Constantin VI avait divorcé de sa mère l’Impératrice Marie d’Amnia, voyant qu’elle n’enfantait aucun garçon pouvant assurer sa lignée royale, et se remaria avec Théodote. Se retrouvant alors disgraciée, Maria d’Amnia se réfugia au Monastère, ou y fut forcée, avec ses deux filles.
Peu après le départ de Maria, Irène renversa littéralement le pouvoir et fit aveugler son fils Constantin VI, pour conserver le pouvoir à elle seule. En 802, elle fut elle-même renversée par Nikephoros, le ministre des finances. Nikephoros régna jusqu’en 811, mais son règne ne fut pas bon pour l’Empire Byzantin : mauvais commandant d’armée, il essuyait régulièrement des défaites face aux Bulgares et aux Arabes. En 811, durant une guerre contre le Khan Krum, il fut assassiné sous sa propre tente. Son fils et co-empereur Staurakios, également blessé pendant la bataille, ne devait pas s’en sortir non plus. Prokopia, la sœur de Nikephoros, proposa son mari Michael comme futur empereur, mais la femme de Staurakios, Théophane, voulait régner seule à l’image de l’Impératrice Irène. Finalement, c’est Prokopia et son mari Michael qui l’emportèrent, et le nouvel Empereur Michael Ier fut nommé.
Le court règne de Michael Ier (811-813) fut désastreux également, essuyant défaite sur défaite face au Khan Krum, au point que le Khan put assiéger Constantinople en 813. Michael Ier abdiqua son titre d’empereur et se réfugia dans une vie monastique. Léon l’Arménien, strategos des Anatolikon (force d’élite), fut alors poussé vers le trône le 12 juillet 813 et nommé Empereur Léon V. Léon V remporta plusieurs victoires militaires durant son règne (813-820), mais il est connu pour avoir réintroduit la politique iconoclaste en 815, pensant qu’une telle politique religieuse allait lui assurer succès militaires et politiques. En 820, Léon V est renversé et assassiné par un de ses meilleurs amis et commandant des exkoubitors, Michael d’Amorion. Michael II était un soldat, pas un aristocrate : il n'était pas éduqué et ne connaissait rien aux affaires de la Cour impériale. Pour se donner une certaine légitimité, Michael II, à la mort de sa première épouse, eut l’idée d’épouser Euphrosyne, dernière descendante de la dynastie royale isaurienne. Euphrosyne avait les capacités et l’éducation nécessaires pour occuper un tel poste, elle était donc la femme idéale. Michael II épousa donc Euphrosyne au début de la décennie 820, et Euphrosyne quitta sa vie monastique pour retourner à la capitale, à l’âge approximative de 26 ans.

## Famille, naissance et enfance.
Euphrosyne est née de Constantin VI et Marie d'Amnia, et est la petite-fille de la fameuse Impératrice Irène d’Athènes. À la mort de son mari Léon IV, Irène reçut la corégence de l’Empire Byzantin puisque son fils Constantin VI était alors trop jeune pour gouverner. Or, Irène était une femme ambitieuse et elle n’avait aucunement l’intention de laisser le trône à son fils. Malgré tout, Irène devait marier son fils lorsque celui-ci serait en âge. Des discussions pour un mariage entre Constantin VI et la fille de l’Empereur Charlemagne des Francs, Rotrud, eurent lieu dès le début de la corégence d’Irène. Charlemagne toutefois, annula le mariage entre les deux empires pour garder sa fille à ses côtés.
Commence alors le « bride-show », ou plutôt « concours de beauté » pour choisir la future femme de Constantin VI, comme décrit dans La vie de Philaretos, écrit par son petit-fils Niketas en 822. Irène envoya des agents partout dans l’Empire Byzantin, en région principalement, dénicher les plus belles filles de l’Empire. Cette initiative servait des dessins politiques, économiques, religieux et militaires : les « candidates » devaient venir d’une famille puissante et respectable, mais pas trop, pour ne pas donner encore plus de puissance à une famille extérieure; elles devaient être riches, mais pas trop, pour qu’elles soient redevables à Irène, assurant ainsi sa mainmise sur le trône byzantin, et elles ne devaient pas être iconoclastes. Plusieurs candidates furent sélectionnées et invitées au Palais Royal, où Maria d’Amnia fut choisie : elle venait d’une famille autrefois puissante, respectable, avec un passé religieux irréprochable (son grand-père Philaretos était respecté comme étant un bon chrétien) et de plus, elle était très belle. Constantin VI, qui semblait n’avoir aucun mot à dire sur le choix de l’épouse, se plia à la volonté d’Irène et épousa Maria d’Amnia en novembre 788.
Malgré la beauté de Maria, Constantin VI n’était pas amoureux de son épouse. Il était déjà tombé amoureux de sa première promise Rotrud, bien qu’il ne l’ait jamais rencontrée. Il s’était marié avec Maria parce que sa mère Irène le lui ordonnait, mais il n’était pas obligé de l’aimer. De plus, Maria n’avait pu produire que deux filles et aucun fils, ce qui n’avantageait pas son sort. Par la suite, Constantin VI délaissa Maria pour Théodote, encouragé par sa mère Irène qui complotait contre lui.
Contrairement à Irène, Maria ne fut pas couronnée Basilissa dès son mariage avec l’Empereur. À l’époque, les impératrice étaient généralement couronnées seulement après avoir engendré un fils, et donc assuré la survie de la lignée royale. Ce ne fut donc jamais le cas de Maria d’Amnia. Quoi qu’il en soit, Irène n’aurait jamais laissé Maria, ni même son fils Constantin VI, prendre les rênes du pouvoir.
Le couple royal eut deux filles : l’aînée Irène et la cadette Euphrosyne. Traditionnellement les enfants d’un couple royal étaient nommés du nom des grands-parents; ce fut le cas d’Irène, mais pas d’Euphrosyne, qui aurait alors été nommée Hypatia. Or, Hypatia était un vieux nom grec, et était associé, à Constantinople, à Hypatie la mathématicienne d’Alexandrie, une païenne reconnue. La deuxième fille fut donc nommée du nom chrétien Euphrosyne (littéralement joie), autour de l’an 791 (sa date de naissance n’est pas tout à fait certaine). Euphrosyne ne devait donc pas avoir plus de 4 ans lorsque son père Constantin VI accusa sa mère Maria d’essayer de l’empoisonner. Une telle accusation assurait la peine de mort pour l’accusé, mais Maria d’Amnia fut épargnée et obligée de se réfugier, en 795, au Monastère de Prinkipo.
Sept mois plus tard, Constantin VI se remariait avec Théodote, une des koubikoulariai, ou « demoiselle-en-attente ». Le divorce soudain de Constantin VI et Maria d’Amnia, ainsi qu’un nouveau mariage relativement précipité, était très suspicieux et inhabituel. La popularité de Constantin VI en prit alors un coup, et le mariage avec Théodote fut dénoncé comme illégitime par Platon, abbé du Monastère de Sakkoudion.
Euphrosyne a donc grandi dans un monastère avec sa mère et sa sœur Irène. Toujours enfant, elle a vécu dans un luxe relatif, des appartements mieux meublés, un confort acceptable pour une famille royale. Euphrosyne a reçu une éducation d’une préceptrice jusqu’à l’adolescence, où elle a probablement récité ses vœux pour devenir sœur. Pendant les sept années de 795 à 802, Euphrosyne et sa sœur ont été éduquées par des iconophiles et connaissaient alors la subtilité de la « guerre des images ». Elles recevaient régulièrement des nouvelles de Constantinople, par l’entremise d’un ami de leur mère et iconophile renommé, Théodore de Stoudios. Euphrosyne, bien qu’isolée sur Prinkipo, n’était donc pas tout à fait coupée du reste de l’Empire.

## Euphrosyne, impératrice
On ne possède aucune information sur la façon dont Michel II s’est pris pour contacter Euphrosyne et arranger le mariage, ni comment il a su convaincre le Monastère de laisser partir une sœur qui avait fait ses vœux au Christ, mais en 820 ou 821, Euphrosyne quitta sa vie monastique pour regagner sa vie royale autrefois volée. Il n’y a pratiquement aucune source qui mentionne le règne même d’Euphrosyne, mais l’on connaît au moins trois de ses initiatives.
Aussitôt nommée Impératrice, sa première initiative fut d'assurer un lieu de repos éternel pour sa famille. Elle fit reconstruire le monastère Ta Libadeia, fondé par l’Impératrice Irène dans les champs de Constantinople (libadeia), qui était tombé en ruine, le renomma le monastère de « Dame Euphrosyne » et y fit construire son caveau familial. Elle y rapatria les dépouilles de son père et de sa sœur, et y enterra sa mère lorsqu’elle décéda (vers la fin du règne d’Euphrosyne).
Euphrosyne acheta ensuite la maison de Niketas le patricien, près des murs extérieurs de Constantinople, et la convertit en couvent sous le nom de Ta Gastria. Ce deuxième monastère créé par Euphrosyne sera par la suite associé à Théodora, la femme de l’Empereur Théophilos (fils de Michael II).
La deuxième initiative majeure d’Euphrosyne en tant qu’Impératrice fut de trouver une femme à son beau-fils Théophilos lorsqu’il fut en âge de régner (son père Michael étant décédé d’une infection aux reins le 2 octobre 829). Euphrosyne lança donc un « deuxième concours de beauté », comme sa grand-mère Irène l’avait fait, pour trouver une candidate parfaite pour Théophilos. Elle choisit elle-même deux candidates, iconophiles évidemment (Euphrosyne n’avait jamais abandonné son éducation iconophile, même si Michael II avait gardé une politique moyennement iconoclaste), Kassia et Théodora : Théophilos choisit Théodora.
La troisième initiative majeure d’Euphrosyne se fit en tant qu' « ex-impératrice », mais d’une manière on ne peut plus impériale. En juin 838, Théophilos partit faire la guerre contre les Arabes qui avaient envahi la ville natale de son père, Amorion. Durant la bataille, une rumeur parmi les soldats circula comme quoi l’Empereur était mort. Plusieurs soldats désertèrent alors et revinrent à Constantinople. Apprenant la fausse nouvelle de la mort de Théophilos, un « coup d’état » se prépara. Euphrosyne, entendant cela, envoya rapidement une lettre à Théophilos pour l’avertir de ce qui se tramait dans la capitale. Théophilos abandonna sa campagne et revint à Constantinople pour mater la guerre civile qui s’annonçait. C’est ainsi qu’Euphrosyne prit sa dernière grande initiative.
Euphrosyne n'est pas connue seulement pour ces trois initiatives majeures : elle a également accompli d'autres choses. En 824, après le premier échange diplomatique entre Michael II, Empereur de Byzance, et Louis le Pieux, Empereur des Francs, Euphrosyne semble avoir été chargée d’envoyer un cadeau diplomatique à la femme de Louis. On ne connaît pas la nature du cadeau, mais il semble logique qu’il s’agisse de soierie précieuse.
Durant son règne, Euphrosyne semble avoir accompli les tâches pour lesquelles elle fut choisie comme impératrice : s’occuper des affaires de la cour royale et éduquer Théophilos en tant que belle-mère. On ne possède que peu de détails sur ces sujets, mais si Michael II s’en était retrouvé déçu, Euphrosyne ne serait pas restée Impératrice très longtemps.

## Retraite et décès
Après le mariage de Théophilos et de Théodora, Euphrosyne abandonna très vite le Palais royal pour finir ses jours dans le Monastère qu’elle avait reconstruit, le « Dame Euphrosyne ». Elle vécut paisiblement et confortablement, grâce à une pension « de retraite » de son poste d’impératrice. Elle semble avoir été régulièrement en contact avec Théodora et ses enfants, ainsi qu’avec la mère de l’Impératrice, Florina-Theoktiste. Florina-Theoktiste avait choisi de terminer ses jours également dans un des monastères d’Euphrosyne, le Ta Gastria.
On ne sait pas exactement l’année de décès d’Euphrosyne, mais elle est probablement décédée au début de la décennie 840. À sa mort, les sœurs de ses monastères ont distribué des dons aux pauvres et ont effectué les liturgies aux quatrième, neuvième et quarantième jours après sa mort. Euphrosyne fut enterrée dans le caveau familial qu’elle avait fait construire, aux côtés de ses parents et de sa sœur. Avec Euphrosyne s’éteint la lignée royale syrienne, la dynastie isaurienne.